# 21649 Vardhana
A 21649 Vardhana (ideiglenes jelöléssel 1999 NQ59) a Naprendszer kisbolygóövében található aszteroida. A LINEAR projekt keretében fedezték fel 1999. július 13-án.